# Type 97 Chi-Ha
O Type 97 Chi-Ha foi um tanque médio de fabricação japonesa, que foi utilizado durante a Segunda Guerra Sino-Japonesa e Segunda Guerra Mundial; teve a sua produção iniciada em 1937 sendo o principal tanque produzido pela Mitsubishi Heavy Industries, com um total de 1.224 unidades, também foi produzido sob licença pela Hitachi com um total de 355 unidades.

## História e Desenvolvimento
Com o Type 89 I-go rapidamente se tornando obsoleto no final dos anos 1930, o Exército Imperial Japonês iniciou um programa para desenvolver um tanque de apoio a infantaria substituto. Baseado na experiência pós-Invasão da Manchúria percebeu-se que o Type 89 era demasiado lento para acompanhar os demais veículos da Brigada Mecanizada Combinada. Comandantes de infantaria solicitaram um projeto com uma velocidade máxima de 35 km/h  e um canhão de 47 mm. O Type 97 foi destinado a ser uma versão estendida do tanque leve Type 95 Ha-Go, com uma torre de dois homens e uma armadura mais espessa.
Porém, houve uma divisão entre qual caminho tomar. A Direção-Geral do Pessoal, o Arsenal de Osaka e o Ministério da Guerra preferia construir muitos tanques pequenos e baratos, o mais rapidamente possível. Comandantes de infantaria da linha de frente preferia tanques maiores, mais bem blindados e armados. Foi decidido construir dois tipos de tanques experimentais para avaliação, o que diferiu da prática convencional de dar as mesmas especificações de vários concorrentes para cada um fazer seu protótipo. No entanto, as vantagens e desvantagens dos dois tipos tornou-se clara, mesmo a partir da fase de projeto. Portanto, a diferença de opinião que existia antes da fase de projeto manteve-se inalterada mesmo quando os veículos experimentais foram concluídas.
A fábrica Mitsubishi Heavy Industries de Tóquio completou um veículo experimental designado Chi-Ha e o Arsenal do Exército de Osaka concluiu o Chi-Ni. Chi veio Chusen-Sha ( "Tanque Médio"). Ha e Ni equivale a "C" e "D" na nomenclatura do exército japonês fazendo o Chi-Ha a "Tanque Médio, Modelo 3" e Chi-Ni o "Tanque Médio, Modelo 4". Embora a exigência era de um canhão de 47 mm, ambos protótipos utilizaram o mesmo canhão de cano curto de 57mm montado no Type 89B.
Chi-Ni pesava 9,8 toneladas, atingiu 30 km/h e possuía uma torre com um tripulante e blindagem máxima de 25 mm. Chi-Ha  pesava 13,5 toneladas, atingiu 35 km/h e tinha uma torre de dois homens e blindagem de 33 mm no mantelete do canhão, 22 mm na frente do casco, e apenas 9 mm nas laterais do casco.
A Segunda Guerra Sino-Japonesa irrompeu em 7 de julho de 1937. Limitações orçamentais de tempos de paz foram removidas, e o Chi-Ha foi aceito com o nome Tanque Médio Type 97, sendo testado na Escola do Exército em Chiba, em junho de 1937. Dois protótipos com melhorias foram testados em janeiro de 1938.

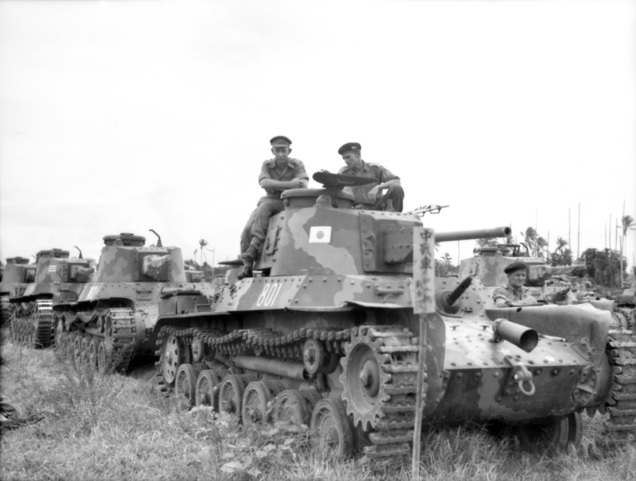
Blindados capturados sendo inspecionados por tropas australianas em Rapopo.

## Produção
O Type 97 foi fabricado pela Mitsubishi Heavy Industries (1.224 unidades), Hitachi (355 unidades), e pequenos números pelo Arsenal do Exército de Sagami. Um total de 2.123 veículos foram construídos entre 1938 e 1943, dos quais 1.162 unidades foram o modelo padrão e 930 unidades foram do modelo melhorado Type 97-kai (ShinHoTo). O restante foram várias variantes especializadas produzidas em pequenas quantidades para testes ou outras funções.
O número de Tipo 97 produzidos foi ligeiramente inferior que o do Type 95 Ha-Go, mas maior do que qualquer outro tanque no Japão.
Foram produzidos em cada ano as seguintes quantidades:
1938: 25

1939: 202

1940: 315

1941: 507

1942: 531 (503 ShinHoTo e 28 padrão)

1943: 427 (apenas ShinHoTo) 

O Type 97 foi o modelo de tanque japonês mais produzido durante a Segunda Guerra Mundial. Embora a produção atingiu seus maiores números entre 1941 e 1943, nenhum veículo desse modelo foi fabricado no ano seguinte, e a produção acabou mudando para outros modelos, como o tanque médio Type 1 Chi-He. A partir de 1944 o Japão passou a sofrer com a escassez de matérias-primas, visto que os Aliados pararam com sucesso a linha de suprimento entre as terras ocupadas e as ilhas principais.